# Руй Фонті
Руй Фонті (порт. Rui Fonte, нар. 23 квітня 1990, Пенафієл) — португальський футболіст, нападник клубу «Фамалікан».

## Клубна кар'єра
Вихованець юнацьких команд лісабонського «Спортінга» та лондонського «Арсенала».
2008 року потрапив до заявки головної команди лондонського «Арсенала», втім жодної гри у її складі в чемпіонаті Англії не провів. Натомість частину 2009 року провів в оренді у складі команди клубу «Крістал Пелес».
Влітку того ж року повернувся до Португалії, уклавши контракт зі «Спортінгом». У лісабонському клубі також не зміг пробитися до основної команди і був відправлений в оренду до клубу «Віторія» (Сетубал), де провів один сезон.
Сезон 2010–2011 провів на правах оренди за іспанський «Еспаньйол», після якого 14 липня 2011 року, підписав з командою повноцінний контракт.
29 січня 2013 року підписав контракт з «Бенфікою», де став грати за другу команду. Так й не провівши жодної гри за «Бенфіку» у Прімейрі на початку лютого 2015 року був відправлений в оренду до кінця сезону до «Белененсеша».
30 червня 2015 року повернувся до «Бенфіки», проте рівно через місяць був відданий в оренду до «Браги». Протягом сезону, проведеного у «Бразі» провів 15 матчів у чемпіонаті, відзначивишись 4 забитими голами, після чого уклав із цим клубом повноцінний контракт.
У серпні 2017 року уклав трирічний контракт з англійським на той час друголіговим «Фулгемом». У сезоні 2017/18 провів 27 матчів в англійській першості, допомігши команді повернути собі місце у Прем'єр-лізі. Проте в еліті англійського футболу так і не дебютував, оскільки влітку 2018 року був відданий в оренду до французького «Лілля», а ще за рік повернувся на батьківщину, де уклав трирічну угоду з «Брагою».

## Виступи за збірні
2006 року дебютував у складі юнацької збірної Португалії, взяв участь у 25 іграх на юнацькому рівні, відзначившись 24 забитими голами.
Протягом 2008—2012 років залучався до складу молодіжної збірної Португалії. Всього на молодіжному рівні зіграв у 22 офіційних матчах, забив 9 голів.

## Досягнення
- Володар Кубка Португалії з футболу (2):

Брага: 2015-16, 2020-21
- Володар Кубка португальської ліги з футболу (2):

Бенфіка: 2014-15
«Брага»: 2019–20
- Володар Суперкубка Португалії з футболу (1):

Бенфіка: 2016